# Velm-Götzendorf
Velm-Götzendorf – gmina w Austrii, w kraju związkowym Dolna Austria, w powiecie Gänserndorf. Liczy 750 mieszkańców (1 stycznia 2014).